# Steendammerpolder
De Steendammerpolder is een voormalig waterschap in de provincie Groningen. Het was een voortzetting van de Wester Tjuchemerpolder met de zogenaamde Westermolen, gebouwd in 1803 in opdracht van de volmachten van Tjuchem. Men sprak ook wel over de Noordermolen, ter onderscheiding van de Loegstermolen in Siddeburen.
Het waterschap lag ten noordoosten van Steendam; de molen waterde uit op het Schildmeer. Het ging oorspronkelijk om de afwatering van de Borgwatering, waarin behalve het westen van Tjuchum ook de noordkant van Siddeburen zijn water loosde via het Gaarmaar. Het molen – een achtkantige grondzeiler– stond in het dorp Steendam en sloeg uit op het Schildmeer. De molen zelf lag in het Woldzijlvest, maar nam tevens het water op uit het Oostwoldzijlvest ten westen van de Dijksloot. De afwatering van de Ooster Tjuchemerpolder stond hier los van. De molen werd na brand in 1906 of 1907 vervangen. Sinds 1904/05 had het waterschap tevens een stoomgemaal. Beide werden in 1930 afgebroken, nadat ze waren vervangen door een elektrisch gemaal.
De noordgrens lag bij de gemeentegrens Appingedam-Slochteren, de oostgrens bij de Oude Heemweg en de Dijksloot (waar zich een kadedijk bevond), de zuidgrens bij het Afwateringskanaal van Duurswold en de westgrens bij het Schildmeer.
In 1904 werd het waterschap De Arend toegevoegd, in 1917 De Duif en De Goedheid en in 1931 de Holepolder en het deel van de Ooster Tjuchemerpolder ten noorden van het Afwateringskanaal.
Waterstaatkundig gezien ligt het gebied sinds 2000 binnen dat van het waterschap Hunze en Aa's.